# Aegiphila moldenkeana
Aegiphila moldenkeana là một loài thực vật có hoa trong họ Hoa môi. Loài này được López-Pal. mô tả khoa học đầu tiên năm 1973.